# Harmonia (Band)
Harmonia ist eine deutsche Band, die zeitgenössisch dem Krautrock zugerechnet wurde, aus heutiger Sicht aber ein Vertreter der elektronischen Musik war.

## Geschichte
Harmonia wurde im Mai 1973 gegründet von den Cluster-Musikern Dieter Moebius und Hans-Joachim Roedelius sowie Michael Rother (zuvor bei Kraftwerk und Neu!).
Die Band veröffentlichte die beiden Alben Musik von Harmonia und deluxe. Sie existierte nur zwei Jahre. Nachträglich wurde weiteres musikalisches Material unter dem Titel Harmonia ’76 – Tracks and Traces veröffentlicht, bei dem der britische Musiker Brian Eno mitgewirkt hat.
Harmonia hat zahlreiche Musiker beeinflusst. Unter anderem David Bowie und die Band The Human League berufen sich auf Harmonia. Brian Eno nannte Harmonia „die wichtigste Rockgruppe der Welt“. Die Red Hot Chili Peppers outeten sich als Fans und baten Michael Rother zum Jam auf ihre Bühne.
Ein Reunion-Konzert in Originalbesetzung fand am 27. November 2007 im Berliner Haus der Kulturen der Welt statt.

## Stil
Während das erste Album vorwiegend repetitive Stücke ohne Gesang und mit minimalen sequenzierten Melodien bot, die streckenweise wie eine frühe Form von Ambient- oder Trance-Musik wirken, war das zweite Album eine synthesizerlastige, melodische Variante des Krautrock mit Gesang und harmonischen Strukturen. Die schlicht gehaltenen Songtexte erinnern zuweilen an fröhliche Kinderreime („Immer wieder rauf und runter – einmal drauf und einmal drunter“ u. ä.).

## Diskografie
- 1974: Musik von Harmonia (Brain)
- 1975: deluxe (Brain)
- 1997: Harmonia ’76 – Tracks & Traces
- 2007: Harmonia Live 1974 (Grönland/Cargo)